# Blau-Weiß Fuhlenbrock
Der SV Blau-Weiß Fuhlenbrock ist ein deutscher Fußballverein aus Bottrop-Fuhlenbrock.

## Geschichte
Gegründet wurde der Verein am 12. August 1926 auf Initiative des damaligen Kaplans Beckhoff der Fuhlenbrocker Kirchengemeinde St. Ludger. Er lud die bis zu diesem Zeitpunkt unter dem Namen Jünglingsverein fußballspielende Freunde sowie alle Interessierten des Fußballs zu einer Besprechung auf dem Gelände der Zeche Jacobi ein, an deren Ende der Verein unter dem heutigen Namen begründet wurde.

### Frauen
In der Saison 1995/96 qualifizierte sich die Frauenmannschaft für den DFB-Pokal. In der ersten Runde unterlagen die Fuhlenbrockerinnen dem damaligen Bundesligisten TSV Siegen mit 0:12. In der Saison 2010/11 sicherten sich die Fuhlenbrockerinnen als Meister der Landesliga den Aufstieg in die Niederrheinliga. Als siegloser Tabellenletzter in der Saison 2011/12 erfolgte der direkte Wiederabstieg in die Landesliga. Nach der Saison 2021/22 zog der Verein die Mannschaft aus der Landesliga zurück und spielte fortan in der Kreisliga.

### Herren
Nach jahrelanger Zugehörigkeit in der Kreisliga A stieg die 1. Herrenmannschaft des Vereins in der Saison 2009/10 als Tabellenvorletzter in die Kreisliga B des Kreises Oberhausen-Bottrop ab.

## Stadion
In der Saison 2010/11 wurden zuletzt die Heimspiele des Vereins an der Sportanlage Ludgeristraße auf einen Fußballplatz mit roter Asche ausgetragen. Ab diesem Zeitpunkt werden alle Spiele des Vereins auf den unterschiedlichen Plätzen der Volkssportanlage Jacobi ausgetragen. Auf ihr befindet sich neben einem Kunstrasenplatz und einem Rasenplatz auch ein kleiner Kunstrasenplatz für 7er-Mannschaften – alle drei sind mit einer Flutlichtanlage ausgestattet. Auf der Anlage befindet sich außerdem ein Volleyplatz mit vier Feldern.

## Persönlichkeiten
- Dieter Engels
- Pascal Notthoff
- Patrick Notthoff